# Calamotropha megalopunctata
Calamotropha megalopunctata là một loài bướm đêm trong họ Crambidae.